# Grand River, Iowa
Grand River är en ort i Decatur County i Iowa. Vid 2020 års folkräkning hade Grand River 196 invånare.